# Мацумае Такахіро
Мацумае Такахіро (1643 — 15 серпня 1665) — 4-й даймьо Мацумае-хана.

## Життєпис
Походив з самурайського роду Мацумае. Син даймьо Мацумае Удзіхіро. Народився 1643 року в замку Мацумае. У 1648 році помирає батько й Такахіро оголошується новим даймьо. Через малий вік регентом став його дід по материнській лінії Какідзакі Томохіро. В цей час через запеклу війну між східними та західними айнами японці почувалися на Хоккайдо доволі впевнено, використовуючи це протистояння.
У 1653 році стає повноцінним даймьо. Водночас тривала війна серед айнів стала завдавати шкоди торгівлі та добування корисних копалень. Тому у 1655 році спробував примирити вождів сякусяіна і Онібісі, алевжеу 1656 році війна між ними поновилася. Але зрештою даймьо зміг вгамувати конфлікт. З цього часу ефективно розвивав торгівлю з айнами, отримуючи чималий зиск. В іншому продовжив політику попередників щодо японської колонізації острова, добування золота і міді. У 1662 році придушив невеличке повстання айнів. Помер у 1665 році. Йому спадкував син Мацумае Норіхіро.